# Augustin-Désiré Pajou
Pour les articles homonymes, voir Pajou.
Augustin-Désiré Pajou est un peintre né le 26 décembre 1800 à Paris et mort le 29 mars 1878 à Elbeuf, fils du peintre Jacques Augustin Catherine Pajou, petit-fils du sculpteur Augustin Pajou.

## Biographie
D'abord élève de son père, il eut pour maîtres Antoine-Jean Gros  et Louis Hersent.
Il exposa à la galerie Lebrun no 4 rue du Gros-Chenet en 1827, puis aux Salons de 1831, 1833, 1834 et 1850.
Le 8 mars 1822, il épouse Angélique-Félicité Ansiaux (1805-1824), fille du peintre néo-classique belge, Jean-Joseph Éléonore Antoine Ansiaux avec pour témoins : son maître le baron Gros ; l'ami de son père le peintre François Gérard ; le peintre Charles Meynier ; les sculpteurs Pierre Cartellier et Jean-Baptiste Giraud. Son épouse meurt en couche en 1824 donnant naissance à son fils unique, Joseph-Augustin Pajou (1824-1885), également peintre. Augustin-Désiré Pajou se remarie le 26 avril 1826 avec Louise-Michel Octavie Dionis du Séjour.
Il enseigne à son domicile no 20 rue Saint-Dominique-Saint-Germain, ainsi qu'en ville.

## Œuvres
- Un portrait de Jean-Denis Barbié du Bocage (1760-1825) , daté de 1826 est connu par une estampe.
- Une Descente de Croix, 15,24cm x 11,43cm, dans l'église de Forges-les-Eaux, selon le dictionnaire Nagler de 1827.
- Alexandre défendant son père blessé et renversé de cheval, tableau de 35,56cm x 26,67cm, exposé en 1827 à la galerie Lebrun.
- Las-Casas et ses guides attaqués par un tigre , au musée du Luxembourg en 1830
- Une  Trinité,17,78cm x 12,7cm, dans une église du département de la Manche
- Portrait de monsieur Auguste Isidore Molinos (1790-1848), architecte
- Portait de monsieur Jean-Baptiste Fursy Dehaussy de Robécourt (1784-1863), Président de la Cour royale de Paris